# Прадо, Хуан де (философ)
Хуан (Даниэль) де Прадо (около 1612, Андалусия — около 1670, Антверпен) — испанско-еврейский врач и философ.

## Биография
Родился в 1612 году в Испании в семье португальцев-марранов из Вила-Флор. Вырос в Лопере (провинция Хаэн). Изучал богословие в университете Алькала-де-Энарес и медицину в университете Толедо, который окончил в 1638 году с докторской степенью. В это время был обнаружен его тайный иудаизм и им заинтересовалась инквизиция. Чтобы избежать преследований, в 1650 году переехал с женой и матерью в Рим и оттуда в Гамбург (1654) в качестве личного врача архиепископа из Севильи. Здесь вступил в сефардскую общину и принял имя Даниил. В 1655 году переехал в Амстердам, где поступил в качестве практикующего врача в Collegium medicum.
В Амстердаме обучался у ортодоксального раввина Мортейроя и изучал сочинения Маймонида и Крескаса. Вокруг Прадо образовался круг молодых еврейских интеллектуалов, среди которых был молодой Спиноза. Прадо представлял идеи, подобные тем, что были у Уриэля Акосты. Среди прочего, он подвергал сомнению божественное происхождение законов Моисея и подверг сомнению авторитет раввинов. Он отверг догму бессмертия души и принял деистический взгляд на первенство закона природы. В результате, в 1656 году подвергся угрозе отлучения от иудаизма (одновременно со Спинозой) запрета. Публично отрёкся от своих идеи в синагоге, однако ему снова было предъявлено обвинение в отношении Даниэля Рибейры, и в 1658 году он был отлучён от общины. Просьба к общине о прощении была отклонена.
Прадо покинул Амстердам около 1660 года и вернулся в Антверпен, принадлежавший в то время Испании. Связь с Амстердамом, однако, не была полностью разорвана. В 1660-х годах его бывший друг, ставший оппонентом, Исаак Оробио де Кастро отправил несколько писем: Epistola Invectiva Contra Prado (1663/64), в которых были подробно изложены противоречивые идеи Прадо.
Умер, вероятно, в Антверпене между 1666 и 1672 годами. Маранский поэт Мигель де Барриос в 1672 году посвятил смерти Прадо поэму.

## Взгляды
Прадо считается одним из первопроходцев библейской критики. Он считал, что большая часть «истории» в Библии  — явная ложь, поскольку мир существовал всегда и, следовательно, не мог быть создан Богом. Как и Спиноза, Прадо считал, что «Бог существует лишь c философской точки зрения».